# José de Jesús de Anda
José de Jesús de Anda García ist ein ehemaliger mexikanischer Fußballspieler auf der Position des Torwarts. Er spielte in den 1970er Jahren für den Club América sowie den CD Veracruz und während eines Großteils der 1980er Jahre bei Atlético Potosino. Als die Potosinos sich gegen Ende der Saison 1988/89 in akuter Abstiegsgefahr befanden, wurde De Anda mit dem Amt des Cheftrainers betraut, konnte die Mannschaft jedoch nicht vor dem Abstieg aus der  höchsten Spielklasse bewahren.